# Jean-Loup Dabadie
Jean-Loup Dabadie (París, 27 de septiembre de 1938-París.,24 de mayo de 2020) fue un periodista, escritor, libretista, letrista francés. Fue elegido miembro de la Academia Francesa en 2008 para la silla número 19, que fue ocupada con anterioridad por René Clair y Pierre Moinot, sucesivamente.

## Datos biográficos
Fue hijo de Marcel Dabadie, nacido el 10 de febrero de 1913, también letrista, entre otros de Maurice Chevalier, Julien Clerc y Les Frères Jacques. Jean-Loup Dabadie pasó su infancia en Grenoble con sus abuelos, para después estudiar en el liceo Janson de Saily de París y por último en el liceo Louis-le-Grand de París. Después estudio letras siguiendo su vocación literaria.
En 1957, a los diecinueve años, Dabadie publicó su primera novela Les Yeux secs, seguida un año más tarde por Les Dieux du foyer. Al mismo tiempo inicia su carrera de periodista gracias al impulso de Pierre Lazareff, que dirigió el Candide. También colaboró durante este periodo a la creación de la revista Tel quel, con Philippe Sollers y Jean-Edern Hallier, escribiendo críticas de películas y reportajes para otra revista: Arts.
En 1962 hizo sus primeros escritos para la televisión, haciendo equipo con Jean-Christophe Averty y Guy Bedos para las emisiones producidas por Michèle Arnaud (Histoire de sourire y Les Raisins verts).
Durante su servicio militar siguió preparando algunos trabajos para Guy Bedos, como Bonne fête Paulette et Le boxeur, Monsieur Suzon, Un jeune homme de lettres y Dernier dans la première, entre otros que tienen éxito.
Durante la década de los años 1960 trabajó también como guionista, colaborando con realizadores como Claude Sautet (Les choses de la vie, César et Rosalie, Une histoire simple), Yves Robert (Clérambard, Salut l’artiste, Un éléphant ça trompe énormément, Nous irons tous au paradis), Claude Pinoteau (Le Silencieux, La Gifle, La Septième Cible), François Truffaut (Une belle fille comme moi, 1971).
Hizo después sus primeras incursiones en el teatro: La Famille écarlate (1967), Le Vison voyageur (1969), Madame Marguerite (1974) y Double mixte (1986).
Desde 1967 empezó a escribir letras de canciones intensificando su producción en este género durante la década de 1970, siendo cada vez más exitoso y ampliando el número de intérpretes que usaron su producción.  Mireille Mathieu,  Barbara, Marie Laforêt, Jean Gabin (Maintenant je sais), se sucedieron en la lista de artistas que han cantado las letras de Dabadie. El propio Yves Montand y Johnny Hallyday se agregaron también en 1983.
Su consagración llegó con su elección a la Academia Francesa el 10 de abril de 2008 para la silla número 19 que había sido ocupada previamente por Pierre Moinot. Con esta elección la Academia se renovó con gente del cine que no había estado representada desde la muerte en 1981 de René Clair, quien también ocupó la silla 19. El 12 de marzo de 2009 se pudo ver en televisión nacional la transmisión de la recepción de Jean Loup Dabadie bajo la cúpula histórica de la Academia Francesa.
Falleció a los ochenta y un años el 24 de mayo de 2020 en el hospital Pitié-Salpêtrière de París a causa de un enfermedad.

## Obra
- 1957: Les Yeux secs (Seuil)
- 1958: Les Dieux du foyer (Seuil)
- 1960: Du côté de Barcelone de Luis Goytisolo, traducida del español por Jean-Francis Reille y Jean-Loup Dabadie
- 1961: Villa Milo de Xavier Domingo, traducida del español por Bernard Savigny et Jean-Loup Dabadie

### Libretos
Entre otros, colaboró con  Jean-Christophe Averty antes de escribir libretos para Guy Bedos, y después para la pareja que éste formó con Sophie Daumier.
Guy Bedos
- Le boxeur
- Bonne fête, Paulette
- Monsieur Suzon
- Un jeune homme de lettres
- Dernier dans la première
- La drague
- La police avec nous

Sylvie Joly
Michel Leeb

### Teatro
Como autor
- 1967: La Famille écarlate de Jean-Loup Dabadie, puesta en escena de Gérard Vergez, Teatro de París
- 1988: D'Artagnan, texto del espectáculo de Jérôme Savary
- 1993: Je ne suis pas un homme facile de Jean-Loup Dabadie
- 2004: Fans, je vous aime ! de Pierre Palmade, Henri Mitton, Jean-Loup Dabadie, Sylvie Joly, puesta en escena de Bruno Agati, Alex Lutz, Teatro des Mathurins

Adaptaciones
- 1969: Le Vison voyageur de Ray Cooney y John Chapman, puesta en escena de Jacques Sereys, Théâtre du Gymnase Marie-Bell
- 1972: Le Légume de Francis Scott Fitzgerald
- 1974: Madame Marguerite de Roberto Athayde, puesta en escena de Jorge Lavelli, Teatro Montparnasse
- 1985: Deux sur la balançoire de William Gibson, puesta en escena de Bernard Murat, Teatro de l'Atelier, (Molière para el mejor adpatador de una obra extranjera 1987)
- 1986: Double mixte de Ray Cooney, puesta en escena de Pierre Mondy, Teatro de la Michodiere
- 1990: Quelque part dans cette vie de Israël Horovitz, adaptación y puesta en escena de Jean-Loup Dabadie, Teatro des Bouffes-Parisiens
- 1999: Comédie privée de Neil Simon
- 2002: Même heure l'année prochaine... de Bernard Slade
- 2006: Deux sur la balançoire de William Gibson, puesta en escena de Bernard Murat, Teatro Eduardo VII

### Canciones
Sólo selectivamente:
Marcel Amont
- 1970: Dagobert
- 1976:   L'Ecole

Michèle Arnaud
- La maison

Barbara
- 1971: Marie-Chenevance

Didier Barbelivien
Gérard Berliner
Isabelle Boulay
Robert Charlebois
- 1979: Nuage número 9
- 1982: Meurs pas — Les chiffres parlent

Petula Clark
- 1973: Dans la ville

Julien Clerc
- 1997: Elle danse ailleurs
- 2005: Double enfance: Quel jeu elle joue

Richard Cocciante
- 1986: Le Mot France
- 1993: Être aimé

Dalida
- 1970: Le Clan des Siciliens

Jean Gabin
- 1974: Maintenant, je sais

Juliette Gréco
- 1974: Ta jalousie

Johnny Hallyday
- 1983: J'ai épousé une ombre

Marie Laforêt
- La ballade de Clérambard

Mireille Mathieu
- 1970: C'est la vie mais je t'aime — Pour toi
- 1971: L'homme qui sera mon homme

Enrico Macias
- 2003: Oranges amères de 2003: Le voyage — La rumeur

Nana Mouskouri
- 2002 Fille du soleil

Yves Montand
- 1980: L'addition
- Valentin

### Cine
Entre muchos otros, desde 1967:
- 1975: Le Sauvage de Jean-Paul Rappeneau (diálogos)
- 1976: Un éléphant ça trompe énormément de Yves Robert, 1984: The Woman in Red de Gene Wilder.
- 1977: Violette et François de Jacques Rouffio.
- 1977: [Nous irons tous au paradis de Yves Robert (diálogos)
- 1978: Une histoire simple de Claude Sautet (diálogos)
- 1979: Courage fuyons de Yves Robert
- 1981: Clara et les chics types de fr:Jacques Monnet
- 1983: Attention ! Une femme peut en cacher une autre de Georges Lautner
- 1983: Garçon ! de Claude Sautet.
- 1984: La Septième Cible de Claude Pinoteau (diálogos)
- 1986: Attention bandits ! de Claude Lelouch (letrista)
- 1986: Descente aux enfers de Francis Girod (diálogos)
- 1992: Le Bal des casse-pieds de Yves Robert.
- 2000: La Bicyclette bleue (TV) de Thierry Binisti
- 2010: La Tête en friche de Jean Becker  producida por ICE3 (colaboró con Jean Becker)
- 2011: Gérald K. Gérald (TV) de Elisabeth Rappeneau.

## Reconocimientos
- Oficial de la Legión de Honor
- Oficial de la Orden nacional del mérito
- Comendador de la  Orden de Artes y Letras
- 1972: Premio Jean Le Duc de la Academia francesa por César et Rosalie
- 1974: Premio Jean Le Duc de la Academia francesae por La Gifle
- Césars 1977: nominado por Un éléphant ça trompe énormément
- Césars 1978: nominado por Nous irons tous au paradis
- Césars 1979: nominado por Une histoire simple
- 1983: Gran Premio de Cine de la Académie francesa pour l'ensemble de son œuvre
- 1984: Grand prix (humor) de la SACEM
- Molières 1987: Molière para el Adaptador por Deux sur la balançoire
- Molières 1990: nominado al Molière para el Adaptador por Quelque part dans cette vie
- 2000: Grand prix de la chanson française (letrista) de la SACEM),
- 2004: Premio Raymond Devos de la lengua francesa,
- 2004: Premio Henri Jeanson de la SACD por el conjunto de su obra.
- 2009: Victoire de la musique de honor por el conjunto de su carrera.[4]